# Jackson Wild

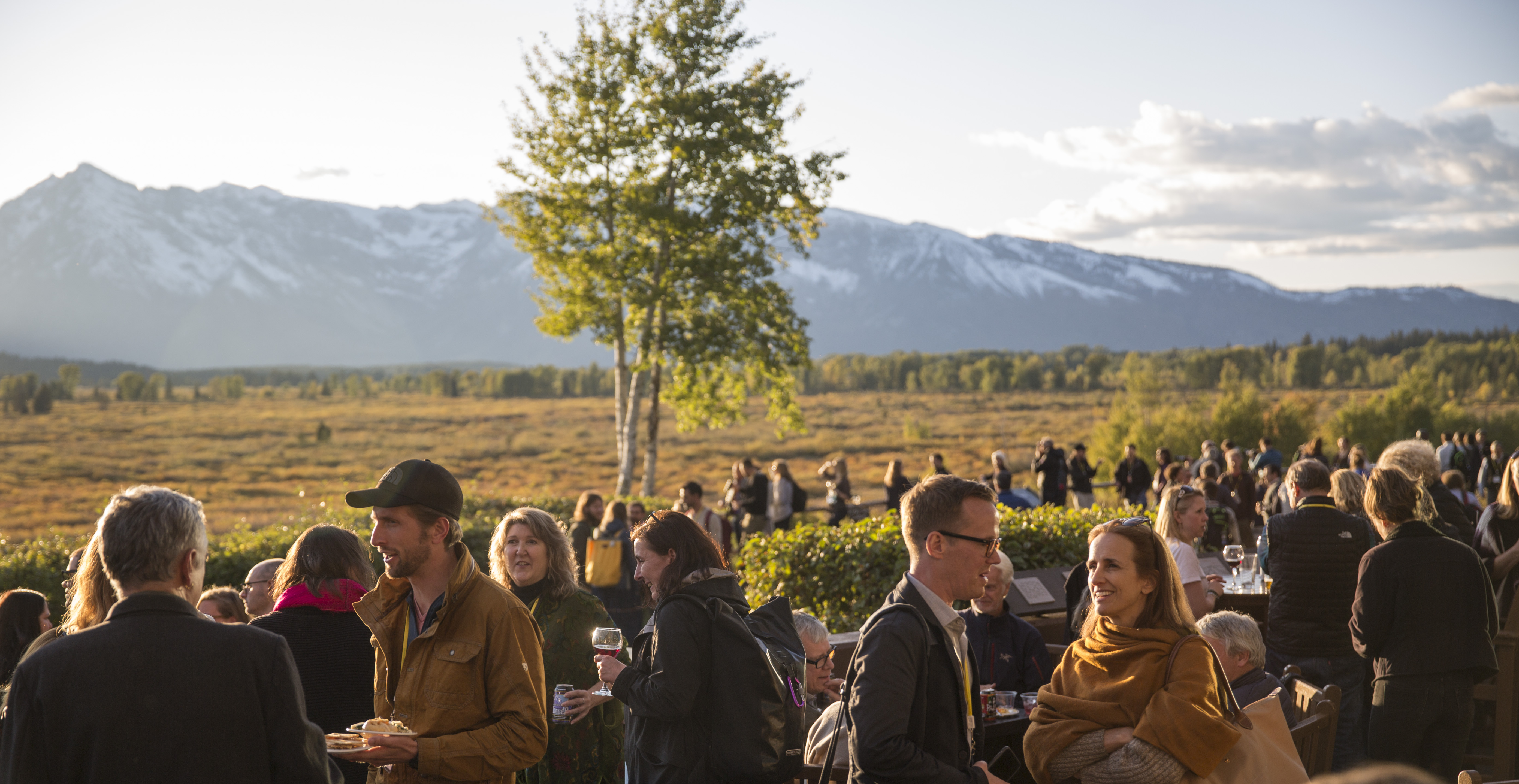
Pessoas prestigiado o festival Jackson Wild em 2017

no Jackson Hole Wildlife Film Festival 2017
Jackson Wild, anteriormente conhecido como Jackson Hole Wildlife Film Festival, é um festival de cinema sem fins lucrativos fundado em 1991. Jackson Wild tem sede em Jackson Hole, no estado de Wyoming, Estados Unidos.